# Ili-ippašra
Ili-ippašra ist ein kassitischer Beamter, der von zwei Briefen aus Nippur bekannt ist. Diese Briefe sind an Illija gerichtet, den Statthalter von Nippur. Ilī-ippašra nennt ihn  Bruder, was jedoch kein tatsächliches Verwandtschaftsverhältnis bedeuten muss, sondern auch eine übliche Anrede unter Gleichrangigen war. Die Briefe wurden wahrscheinlich aus Dilmun gesandt und datieren unter Burna-buriaš II. (etwa 1360 v. Chr. bis 1333 v. Chr.). Einer von ihnen beginnt mit der Formel: Inzak und Meskilak, die Götter von Dilmun, mögen dein Leben beschützen. Die Briefe sind von besonderer Bedeutung, da sie belegen, dass Dilmun zu dieser Zeit unter kassitischer Herrschaft stand. Ilī-ippašra war wahrscheinlich Statthalter in Dilmun.